# Morsko, Kanal
Morsko este o localitate din comuna Kanal ob Soči, Slovenia, cu o populație de 201 locuitori.